# Rača (okręg toplicki)
Rača (cyr. Рача) – wieś w Serbii, w okręgu toplickim, w gminie Kuršumlija. W 2011 roku liczyła 195 mieszkańców.